# Mittlerer Erzgebirgskreis
The Mittlerer Erzgebirgskreis là một huyện cũ ở bang tự do Sachsen, Đức. Các đơn vị giáp ranh (từ phía tây theo chiều kim đồng hồ) là: các huyện Annaberg, Stollberg, thành phố không thuộc huyện Chemnitz, và huyện Freiberg. Phía nam giáp Cộng hòa Séc (vùng Karlovy Vary).

## Lịch sử
Huyện được lập năm 1994 thông qua việc sáp nhập hai huyện cũ Marienberg và Zschopau. On 1 August 2008 it được sáp nhập vào huyện mới Erzgebirgskreis.

## Địa lý
Huyện này tọa lạc ở Dãy núi Erzge (tiếng Đức Erzgebirge). Nơi cao nhất là the 891 m Hirtstein, nơi thấp nhất 305 m nằm ở Witzschdorf. 40% diện tích huyện này là rừng.

## Các thị xã và đô thị
| Thị xã                                                                        | Đô thị | |
| ----------------------------------------------------------------------------- | --- | --- |
| 1. Lengefeld 2. Marienberg 3. Olbernhau 4. Wolkenstein 5. Zöblitz 6. Zschopau | 1. Amtsberg 2. Börnichen 3. Borstendorf 4. Deutschneudorf 5. Drebach 6. Gornau 7. Großolbersdorf 8. Großrückerswalde | 1. Grünhainichen 2. Heidersdorf 3. Pfaffroda 4. Pobershau 5. Pockau 6. Seiffen 7. Venusberg 8. Waldkirchen |